# Okręg Blois
Okręg Blois (fr. Arrondissement de Blois) – okręg w środkowej Francji, w departamencie Loir-et-Cher. Populacja wynosi 168 tysięcy.

## Podział administracyjny
W skład okręgu wchodzą następujące kantony:
- Blois-1,
- Blois-2,
- Blois-3,
- Blois-4,
- Blois-5,
- Bracieux,
- Contres,
- Herbault,
- Marchenoir,
- Mer,
- Montrichard,
- Ouzouer-le-Marché,
- Vineuil.